# 마이아 (신화)
마이아(/ˈmeɪ.ə, ˈmaɪ.ə/; 고대 그리스어: Μαῖα; 마이에로도 표기, Μαίη; 라틴어: Maia)는 고대 그리스 종교와 그리스 신화에서 플레이아데스 중 한 명이자 올림포스의 왕 제우스와의 사이에서 주요 그리스 신 중 한 명인 헤르메스의 어머니이다.

## 가족
마이아는 아틀라스와 플레이오네 오케아니스의 딸이며, 일곱 플레이아데스 중 가장 나이가 많다. 그들은 아르카디아의 킬리니산에서 태어났으며, 때로는 산 님프, 오리아드라고 불린다. 케오스의 시모니데스는 "아름다운 검은 눈의" "산 마이아" (Maiados oureias)를 노래했다. 그들은 아틀라스의 딸이었기 때문에 아틀란티데스라고도 불렸다.

## 신화

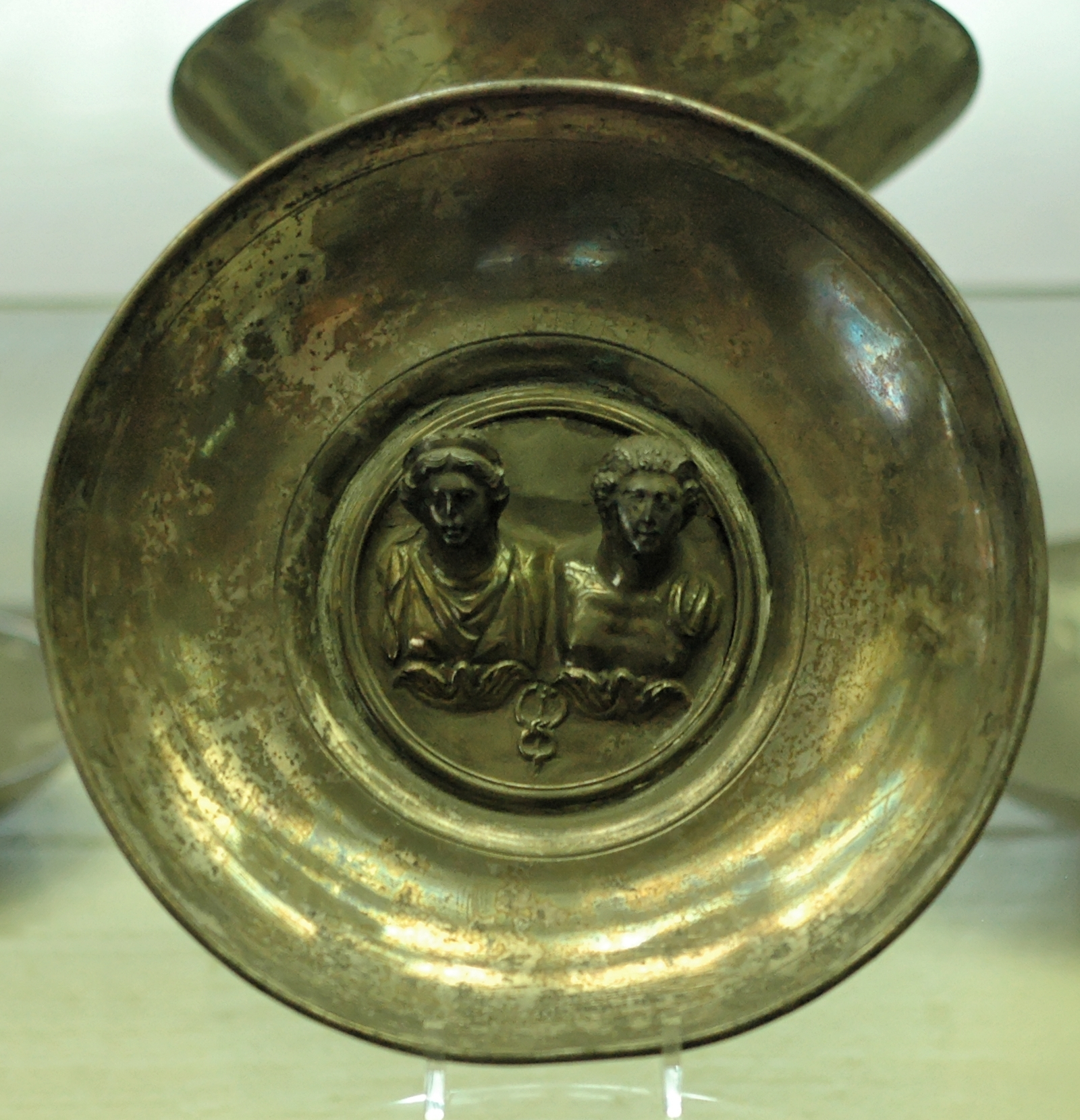
갈리아-로마 종교 유적지에서 해방노예 P. 아엘리우스 에우티쿠스가 봉헌한 은잔 안에 있는 메르쿠리우스와 마이아(기원후 2세기 후반)

### 헤르메스의 탄생
호메로스 찬가 헤르메스에게에 따르면, 제우스는 한밤중에 신들의 교제를 피하는 마이아와 킬리니산의 동굴에서 비밀스럽게 사랑을 나누었다. 마이아는 헤르메스를 임신했다. 아기를 낳은 후 마이아는 그를 담요로 감싸고 잠이 들었다. 빠르게 성장한 헤르메스 아기는 테살리아로 기어갔고, 첫날 밤이 되기 전에 그는 이복형제 아폴론의 소를 훔치고 거북이 등껍질로 리라를 발명했다. 아폴론이 헤르메스가 도둑이라고 주장했을 때 마이아는 믿기를 거부했고, 제우스는 아폴론 편을 들었다. 마침내 아폴론은 소와 리라를 교환했고, 리라는 그의 특징 중 하나가 되었다.
호메로스 찬가에서는 마이아가 헤르메스를 돌보고 보호하는 역할을 하지만, 소포클레스의 현재는 소실된 사티로스극 《이츠네우타이》에서는 마이아가 갓난아기 헤르메스를 킬리니 (지역 산의 여신)에게 맡겨 양육하도록 했고, 따라서 사티로스와 아폴론은 신의 사라진 소를 찾을 때 킬리니를 대면한다.

### 양육자로서
마이아는 또한 제우스와 칼리스토의 자식인 아기 아르카스를 키웠다. 이 사랑에 화가 난 제우스의 아내 헤라는 질투심에 칼리스토를 곰으로 변하게 했다. 아르카스는 마이아가 태어난 아르카디아의 에포님이다. 칼리스토와 아르카스의 이야기는 플레이아데스의 이야기처럼, 별자리인 큰곰자리와 작은곰자리, 즉 큰곰과 작은곰에 대한 아이티온이다.
그녀의 이름은 '어머니'를 뜻하는 μήτηρ(mētēr)와 관련된 나이든 여성에 대한 존칭인 마이아(μαῖα)와 관련이 있으며, 그리스어로 "조산사"를 의미하기도 한다.

## 로마 마이아

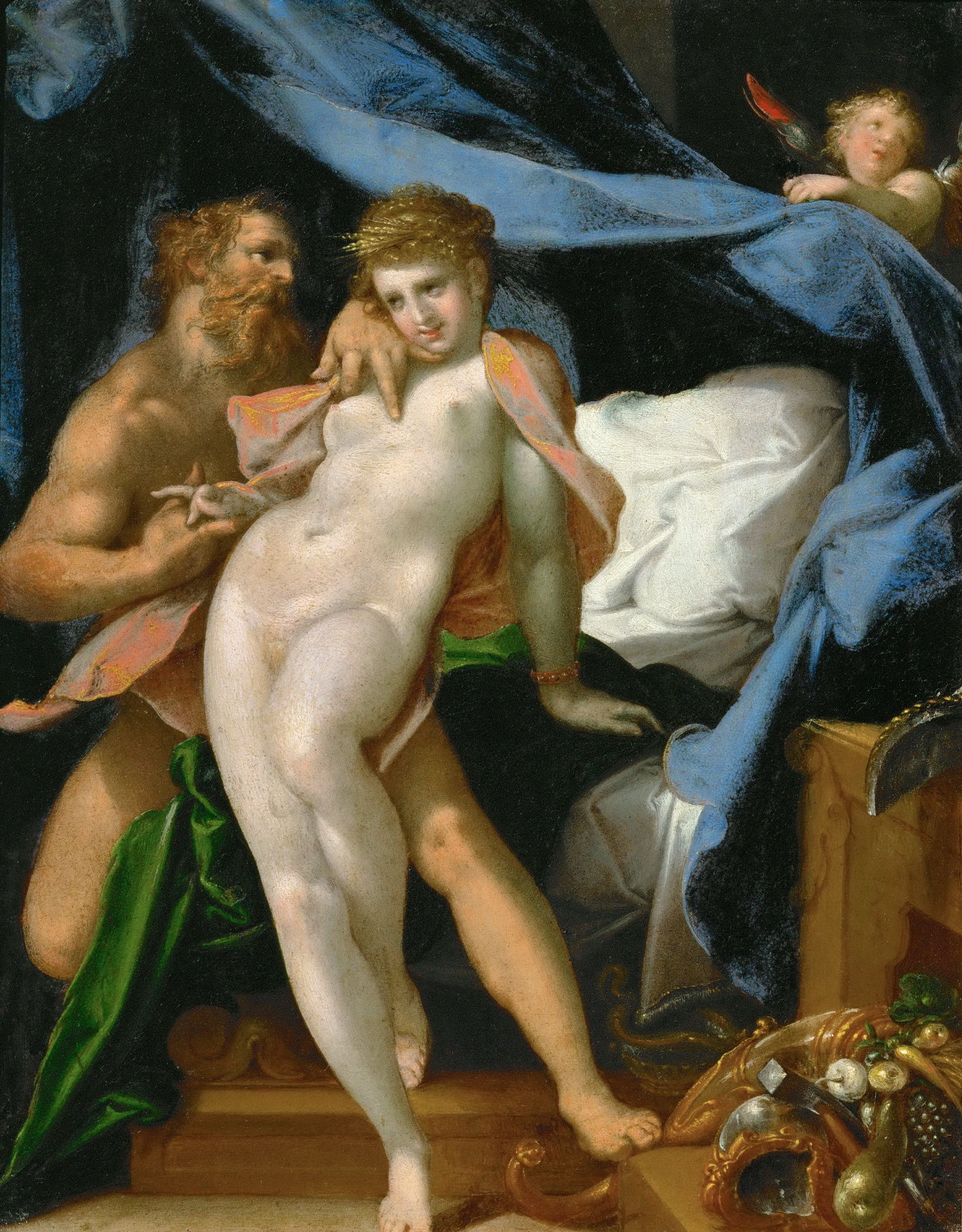
바르톨로메우스 슈프랑거의 불카누스와 마이아 (1585년)

고대 로마의 종교와 로마 신화에서 마이아는 성장의 개념을 구현했는데, 그녀의 이름은 비교급 형용사 maius, maior "더 큰, 더 위대한"과 관련이 있다고 여겨졌다. 원래 그녀는 그리스 마이아와는 독립적인 동형동음이의어였을 수 있으며, 라틴 문학과 문화의 그리스화를 통해 그 신화를 흡수했다.
고대 로마의 기도에서, 마이아는 불카누스의 속성으로 나타나며, 그들의 기능 중 일부를 나타내는 여성 추상명사와 짝을 이룬 남성 신들의 호칭 목록에 등장한다. 그녀는 적어도 한 전통에서 지구(텔루스, 가이아의 로마식 대응 신)와 선한 여신(보나 데아)과 명백히 동일시되었다. 그녀의 정체성은 파우누스, 옵스, 유노, 카르나, 그리고 마그나 마테르 ("위대한 여신", 키벨레의 로마식 형태를 지칭하지만 마이아의 컬트 칭호이기도 함)와도 신학적으로 얽혀 있었으며, 후기 고고학자 마크로비우스에 의해 다소 자세히 논의되었다. 이러한 취급은 아마도 기원전 1세기의 학자 바로의 영향을 받았을 것인데, 그는 많은 여신들을 하나의 본래적인 "테라"로 환원하는 경향이 있었다. 에트루리아식 대응 신이 우니였던 유노와의 연관성은 피아첸차 간에 새겨진 Uni Mae 명문에서도 다시 나타난다.
5월(라틴어 Maius)은 마이아의 이름을 따서 명명되었지만, 고대 어원학자들은 이 달을 maius, maior라는 형용사에서 유래한 "더 위대한" 세대 선행을 의미하는 maiores "조상"과도 연결했다. 5월 1일에는 도시의 수호신인 라레스 프레스티테스가 숭배되었고, 불카누스의 플라멘은 마이아에게 임신한 암퇘지를 희생했는데, 이는 대지 여신에게 바치는 관습적인 제물이다. 이는 고대 기도문에서 불카누스와 마이아 사이의 연결을 다시 확인시켜 준다. 로마 신화에서 마이아의 아들인 메르쿠리우스는 쌍둥이 라레스의 아버지였는데, 이 족보는 5월 칼렌다이에 열린 의식들의 병치를 설명해 준다. 5월 15일 이데스에는 메르쿠리우스가 상인들의 후원자이자 이윤 증대자로서 숭배되었는데 (merx, merces, "상품, 물품"과의 어원적 연결을 통해), 이는 성장을 촉진하는 여신으로서 그의 어머니 마이아와의 또 다른 가능한 연결고리이다.

## 같이 보기
- 66 마이아, 소행성
- 보나 데아
- 마이아 (항성)
- 마이아사우라
- 로스메르타

## 내용주
1. ↑  The alternate spelling Maja represents the intervocalic i as j, pronounced similarly to an initial y in English; hence Latin maior, "greater," in English became "major."
2. ↑  호메로스, 오디세이아 14.435; 아폴로도로스, 3.10.2; 호라티우스, 오데스  1.10.1 & 2.42 ff.; 트제트제스 on 리코프론, 219
3. ↑  The alternate spelling Maja represents the intervocalic i as j, pronounced similarly to an initial y in English; hence Latin maior, "greater," in English became "major."
4. 1 2 3  헤시오도스, 신통기 938
5. 1 2  아폴로도로스, 3.10.1
6. ↑  시모니데스, fr. 555
7. ↑  Although the identification of Mercury is secure, based on the presence of the caduceus, the one-shouldered garment called the chlamys, and his winged head, the female figure has been identified variously. The cup is part of the Berthouville Treasure, found within a Gallo-Roman temple precinct; see Lise Vogel, The Column of Antoninus Pius, Loeb Classical Library Monograph (Harvard University Press, 1973), p. 79 f., and Martin Henig, Religion in Roman Britain, Taylor & Francis, 1984, 2005, p. 119 f. In Gaul, Mercury's regular consort is one of the Celtic goddesses, usually Rosmerta. The etymology of Rosmerta's name as "Great Provider" suggests a theology compatible with that of Maia "the Great". The consort on the cup has also been identified as 베누스 by M. Chabouillet, Catalogue général et raisonné des camées et pierres gravées de la Bibliothéque Impériale, Paris 1858, p. 449. Maia is suggested by the concomitant discovery of a silver bust, not always considered part of the hoard proper but more securely identified as Maia and connected to Rosmerta; see E. Babelon, Revue archéologique 24 (1914), pp. 182–190, as summarized in American Journal of Archaeology 19 (1915), p. 485.
8. ↑  Gantz, pp. 105–6; 호메로스 찬가 4.5
9. ↑  아폴로도로스, 3.10.2
10. ↑  Ormand, Kirk (2012). 《A Companion to Sophocles》. Wiley Blackwell. 163쪽. ISBN 978-1-119-02553-5.
11. ↑  아폴로도로스, 3.8.2
12. ↑  Nutton, Vivian (2005). 《Ancient Medicine》. London: Routledge. 101쪽. ISBN 9780415086110.
13. 1 2  Turcan, Robert (2001). 《The Gods of Ancient Rome - Religion in Everyday Life from Archaic to Imperial Times》. London: Routledge. 70쪽. ISBN 9780415929745.
14. ↑  Grimal, Pierre (1996). 《The Dictionary of Classical Mythology》. Blackwell. 270쪽.
15. ↑  아울루스 겔리우스, Attic Nights 13.10.2
16. ↑  By 코르넬리우스 라베오, as recorded by 마크로비우스, Saturnalia 1.12.20
17. 1 2  Brouwer, H.H.J. (1989). 《Bona Dea: The Sources and a Description of the Cult》. Brill. 232, 354쪽. ISBN 9789004295773.
18. ↑  Macrobius, Saturnalia 1.12.16–33
19. ↑  In Mario Torelli's diagram of this 하르스피키나 object, the names Uni and Mae appear together in a cell on the edge of the liver; see Nancy Thompson de Grummond, Etruscan Myth, Sacred History, and Legend, University of Pennsylvania Museum of Archaeology, 2006, p. 44 (online).
20. ↑  British Museum (2017년 12월 29일). “What's in a name? Months of the year”. 2022년 5월 8일에 확인함.
21. ↑  오비디우스 Fasti 5.73
22. ↑  오비디우스, 행사력 5.73; Turcan, The Gods of Ancient Rome, p. 70.
23. ↑  마크로비우스, Saturnalia 1.12.20; 유베날리스, Satires 2.86; 페스투스, 68
24. ↑  Wiseman, Timothy Peter (1995). 《Remus: A Roman Myth》. Cambridge University Press. 71쪽. ISBN 9780521483667.

## 더 읽어보기
- 그리말, 피에르, 고전 신화 사전, Wiley-Blackwell, 1996, ISBN 978-0-631-20102-1. "마이아" p. 270
- 해리 써스톤 펙, Harper's Dictionary of Classical Antiquities, 1898
- 스미스, 윌리엄; 그리스 로마 인명사전, 런던 (1873). "마이아"
- 브리태니커 대백과사전, 1911년.